# Frost, portrait d'un vampire
 (août 2024).
La mise en forme du texte ne suit pas les recommandations de Wikipédia : il faut le « wikifier ».
Les points d'amélioration suivants sont les cas les plus fréquents. Le détail des points à revoir est peut-être précisé sur la page de discussion.
- Les titres sont pré-formatés par le logiciel. Ils ne sont ni en capitales, ni en gras.
- Le texte ne doit pas être écrit en capitales (les noms de famille non plus), ni en gras, ni en italique, ni en « petit »…
- Le gras n'est utilisé que pour surligner le titre de l'article dans l'introduction, une seule fois.
- L'italique est rarement utilisé : mots en langue étrangère, titres d'œuvres, noms de bateaux, etc.
- Les citations ne sont pas en italique mais en corps de texte normal. Elles sont entourées par des guillemets français : « et ».
- Les listes à puces sont à éviter, des paragraphes rédigés étant largement préférés. Les tableaux sont à réserver à la présentation de données structurées (résultats, etc.).
- Les appels de note de bas de page (petits chiffres en exposant, introduits par l'outil «  Source ») sont à placer entre la fin de phrase et le point final[comme ça].
- Les liens internes (vers d'autres articles de Wikipédia) sont à choisir avec parcimonie. Créez des liens vers des articles approfondissant le sujet. Les termes génériques sans rapport avec le sujet sont à éviter, ainsi que les répétitions de liens vers un même terme.
- Les liens externes sont à placer uniquement dans une section « Liens externes », à la fin de l'article. Ces liens sont à choisir avec parcimonie suivant les règles définies. Si un lien sert de source à l'article, son insertion dans le texte est à faire par les notes de bas de page.
- La présentation des références doit suivre les conventions bibliographiques. Il est recommandé d'utiliser les modèles {{Ouvrage}}, {{Chapitre}}, {{Article}}, {{Lien web}} et/ou {{Bibliographie}}. Le mode d'édition visuel peut mettre en forme automatiquement les références.
- Insérer une infobox (cadre d'informations à droite) n'est pas obligatoire pour parachever la mise en page.

Pour une aide détaillée, merci de consulter Aide:Wikification.
Si vous pensez que ces points ont été résolus, vous pouvez retirer ce bandeau et améliorer la mise en forme d'un autre article.
Pour plus de détails, voir Fiche technique et Distribution.
Frost, portrait d'un vampire (Frost: Portrait of a Vampire) est un film américain réalisé par Kevin VanHook en 2001.

## Synopsis
Deux mercenaires, Johnathan "Jack" Frost et Nat McKenzie, sont envoyés au Moyen Orient jusqu’au jour où Nat est mordu par un paysan local connu de tous comme le «démon vampire». Quelques semaines plus tard, Nat devient un vampire et commence à tuer sadiquement tous ceux qui se trouvent sur son chemin. Frost part à sa recherche pour l’aider à retrouver son côté humain mais il est lui-même mordu par son ami de toujours. En parallèle, la police, dont l’enquête piétine, fait appel à Micah Tomes, un expert en sciences occultes. Avec l'aide de Frost, il va tenter de mettre fin aux exactions de Nat.

## Fiche technique
- Titre français: Frost, portrait d'un vampire
- Titre original : Frost, portrait of a vampire, aussi connu sous le nom de : A Killing Frost, Schlocky's Machine
- Réalisation : Kevin VanHook
- Scénario : Kevin VanHook
- Montage : Matt Steinauer
- Musique : William Richter
- Production : Ron Cutler
- Pays d'origine : États-Unis
- Format : Couleurs - 35 mm - 1,85:1 - Ultra Stereo
- Genre : Horreur, Thriller
- Durée : 92 minutes
- Date de sortie : 06 août 2003 (États-Unis)

## Distribution
- Micah Tomes: Gary Busey
- Jonathan "Jack" Frost: Jeff Manzanares
- Nat MacKenzie: Charles Lister
- Nancy MacKenzie: Karen Bailey
- Dan: Shane P. Allen
- Linda: Melissa Di Meglio
- Ken: Alfonso Freeman
- Sherri: Ronna Jones
- Jill: Zoe Paul
- Nick: Jason Rodriguez

## Anecdotes liées au film.
Kevin VanHook créa le personnage de Jonathan Frost, dans les années 90, et ses aventures, avant d'être adaptées en film, furent illustrées sous format comics book. 
Le tournage se déroula à Borrego Springs, en Californie.